# Бюльбюль-товстодзьоб китайський

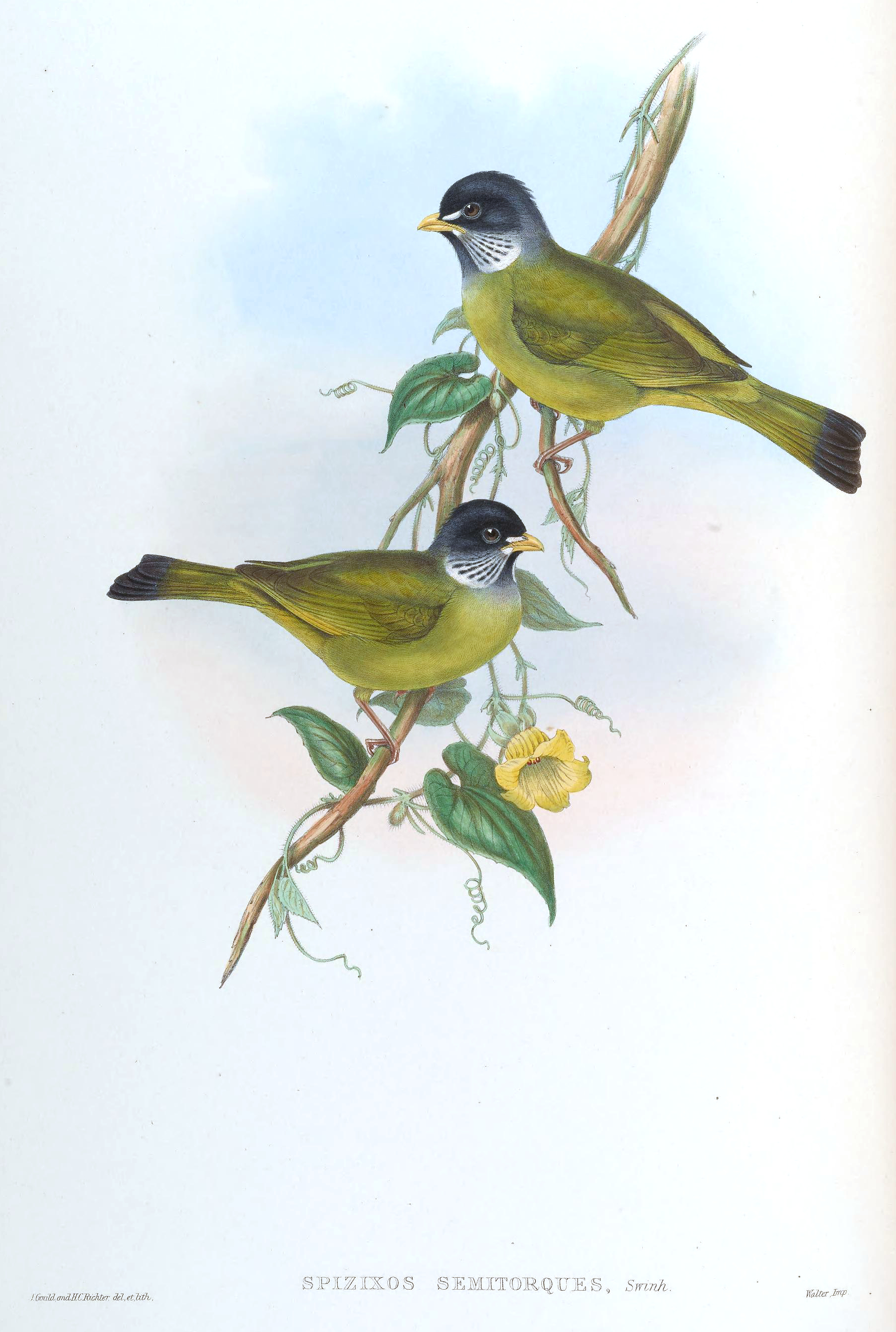
Китайські бюльбюлі-товстодзьоби

Бюльбю́ль-товстодзьоб китайський (Spizixos semitorques) — вид горобцеподібних птахів родини бюльбюлевих (Pycnonotidae). Мешкає в Китаї, В'єтнамі і на Тайвані.

## Опис
Довжина птаха становить 23 см. Верхня частина тіла зеленувата, нижня частина тіла жовтувата. Голова чорнувато-сіра, щоки поцятковані білими смужками, на лобі біла пляма. Голова відділена від грудей білим тонким "комірцем". Дзьоб міцний, світлий.

## Підвиди
Виділяють два підвиди:
- S. s. semitorques Swinhoe, 1861 — центральний і південний Китай, крайня північ В'єтнаму;
- S. s. cinereicapillus Swinhoe, 1871 — Тайвань.

## Поширення і екологія
Китайські бюльбюлі-товстодзьоби мешкають в помірних і субтропічних лісах, в чагарникових заростях і парках. Живляться плодами і комахами. Сезон розмноження триває з березня по липень (на півдні Китаю починоючи з травня). в кладці 3-4 яйця.